# Seznam dílů seriálu Krejzovi
Toto je seznam dílů seriálu Krejzovi. Český televizní seriál Krejzovi vysílala od září 2018 do prosince 2019 stanice Prima.

## Přehled řad
| Řada | Díly | Premiéra       | Premiéra          |
| Řada | Díly | První díl      | Poslední díl      |
| ---- | ---- | -------------- | ----------------- |
| 1    | 32   | 2. září 2018   | 19. prosince 2018 |
| 2    | 48   | 15. ledna 2019 | 27. června 2019   |
| 3    | 34   | 27. srpna 2019 | 19. prosince 2019 |

## Seznam dílů

### První řada (2018)
| Č. v seriálu | Č. v řadě | Původní název                | Režie              | Scénář              | Datum premiéry     | Sledovanost (v mil.) |
| ------------ | --------- | ---------------------------- | ------------------ | ------------------- | ------------------ | -------------------- |
| 1            | 1         | Narozeninová překvápka       | Libor Kodad        | René Decastelo      | 2. září 2018       | 0,723                |
| 2            | 2         | Množení králíků              | Libor Kodad        | René Decastelo      | 4. září 2018       | 0,559                |
| 3            | 3         | Koza Květa                   | Libor Kodad        | Magdalena Turnovská | 6. září 2018       | 0,507                |
| 4            | 4         | Svatba                       | Libor Kodad        | René Decastelo      | 11. září 2018      | 0,541                |
| 5            | 5         | Spi sladce, sysle            | Libor Kodad        | Jan Drbohlav        | 13. září 2018      | 0,500                |
| 6            | 6         | Ty jsi šéf                   | Libor Kodad        | Magdalena Turnovská | 18. září 2018      | 0,486                |
| 7            | 7         | Realitní agent nikdy nespí   | Libor Kodad        | René Decastelo      | 20. září 2018      | 0,434                |
| 8            | 8         | Žihadla a detektivové        | Libor Kodad        | Jakub Maceček       | 25. září 2018      | 0,537                |
| 9            | 9         | Maso za maso                 | Vojtěch Moravec    | René Decastelo      | 27. září 2018      | 0,444                |
| 10           | 10        | Rozhuda                      | Vojtěch Moravec    | Magdalena Turnovská | 2. října 2018      | 0,523                |
| 11           | 11        | Jak najít čichotupce         | Vojtěch Moravec    | Jan Drbohlav        | 4. října 2018      | 0,508                |
| 12           | 12        | Na písknutí přiběhne!        | Vojtěch Moravec    | René Decastelo      | 9. října 2018      | 0,530                |
| 13           | 13        | Rozbitý krunýř               | Vojtěch Moravec    | René Decastelo      | 11. října 2018     | 0,502                |
| 14           | 14        | Garážový výprodej            | Vojtěch Moravec    | Magdalena Turnovská | 16. října 2018     | 0,503                |
| 15           | 15        | Nejchytřejší dům             | Libor Kodad        | René Decastelo      | 18. října 2018     | 0,533                |
| 16           | 16        | Návštěva z personálního      | Libor Kodad        | Jan Drbohlav        | 23. října 2018     | 0,540                |
| 17           | 17        | Had v ráji                   | Libor Kodad        | Jaroslav Sauer      | 25. října 2018     | 0,498                |
| 18           | 18        | Provize a iluze              | Libor Kodad        | Magdalena Turnovská | 30. října 2018     | 0,559                |
| 19           | 19        | Televize nebo vězení         | Libor Kodad        | René Decastelo      | 1. listopadu 2018  | 0,567                |
| 20           | 20        | Tajemství                    | Libor Kodad        | Jan Drbohlav        | 6. listopadu 2018  | 0,578                |
| 21           | 21        | Kdo je tady blázen?          | Jana Rezková       | Jakub Maceček       | 8. listopadu 2018  | 0,519                |
| 22           | 22        | Trable s rodokmenem          | Jana Rezková       | Jaroslav Sauer      | 13. listopadu 2018 | 0,536                |
| 23           | 23        | Lepší matka nebo babička?    | Jana Rezková       | René Decastelo      | 15. listopadu 2018 | 0,508                |
| 24           | 24        | Lékařovy nové šaty           | Jana Rezková       | Jaroslav Sauer      | 20. listopadu 2018 | 0,544                |
| 25           | 25        | Mám prima bráchu             | Jana Rezková       | René Decastelo      | 22. listopadu 2018 | 0,555                |
| 26           | 26        | Pěšky v protisměru           | Jana Rezková       | Jan Drbohlav        | 27. listopadu 2018 | 0,560                |
| 27           | 27        | Ať straší duchové!           | Jaromír Polišenský | Jakub Maceček       | 29. listopadu 2018 | 0,568                |
| 28           | 28        | Psí život                    | Jaromír Polišenský | Jaroslav Sauer      | 4. prosince 2018   | 0,596                |
| 29           | 29        | Dům na prodej                | Jaromír Polišenský | René Decastelo      | 6. prosince 2018   | 0,529                |
| 30           | 30        | Alkoholik a cesta ke hvězdám | Jaromír Polišenský | Jan Drbohlav        | 11. prosince 2018  | 0,549                |
| 31           | 31        | Šťastná myšlenka             | Jaromír Polišenský | René Decastelo      | 13. prosince 2018  | 0,536                |
| 32           | 32        | První polibek je nejsladší   | Jaromír Polišenský | René Decastelo      | 19. prosince 2018  | 0,470                |

### Druhá řada (2019)
| Č. v seriálu | Č. v řadě | Původní název                             | Režie           | Scénář                          | Datum premiéry  | Sledovanost (v mil.) |
| ------------ | --------- | ----------------------------------------- | --------------- | ------------------------------- | --------------- | -------------------- |
| 33           | 1         | Štěstí ve spreji                          | Libor Kodad     | René Decastelo a Jaroslav Sauer | 15. ledna 2019  | 0,539                |
| 34           | 2         | Láska kvete v každém věku                 | Libor Kodad     | Jan Drbohlav                    | 17. ledna 2019  | 0,512                |
| 35           | 3         | Rodinná fotka                             | Libor Kodad     | René Decastelo                  | 22. ledna 2019  | 0,532                |
| 36           | 4         | Smutná princezna                          | Libor Kodad     | Jakub Maceček                   | 24. ledna 2019  | 0,548                |
| 37           | 5         | Čáp, vrány a dudlíky                      | Libor Kodad     | René Decastelo                  | 29. ledna 2019  | 0,575                |
| 38           | 6         | Host do domu                              | Libor Kodad     | Jaroslav Sauer                  | 31. ledna 2019  | 0,542                |
| 39           | 7         | Dědictví po tetičce                       | Vojtěch Moravec | Iva Klestilová                  | 5. února 2019   | 0,579                |
| 40           | 8         | Reality show                              | Vojtěch Moravec | Jan Drbohlav                    | 7. února 2019   | 0,487                |
| 41           | 9         | Všechno, co jste chtěli vědět o sexu      | Vojtěch Moravec | René Decastelo                  | 12. února 2019  | 0,508                |
| 42           | 10        | Hoří má panenko                           | Vojtěch Moravec | Jaroslav Sauer                  | 14. února 2019  | 0,491                |
| 43           | 11        | Zloděj a veterinář                        | Vojtěch Moravec | René Decastelo                  | 19. února 2019  | 0,526                |
| 44           | 12        | Rodinnej klan                             | Vojtěch Moravec | Iva Klestilová                  | 21. února 2019  | 0,520                |
| 45           | 13        | Klidné spaní                              | Libor Kodad     | Jan Drbohlav                    | 26. února 2019  | 0,535                |
| 46           | 14        | Bez brýlí se brýle špatně hledají         | Libor Kodad     | René Decastelo                  | 28. února 2019  | 0,529                |
| 47           | 15        | Přírůstek do rodiny                       | Libor Kodad     | Jaroslav Sauer                  | 5. března 2019  | 0,597                |
| 48           | 16        | Táta bez sukní                            | Libor Kodad     | Iva Klestilová                  | 7. března 2019  | 0,535                |
| 49           | 17        | Upír nebo král                            | Libor Kodad     | René Decastelo                  | 12. března 2019 |                      |
| 50           | 18        | Víno, ženy, zpěv                          | Libor Kodad     | Jaroslav Sauer                  | 14. března 2019 |                      |
| 51           | 19        | Každý svého štěstí strůjcem               | Vojtěch Moravec | René Decastelo                  | 19. března 2019 |                      |
| 52           | 20        | Konečně šťastná                           | Vojtěch Moravec | Jan Drbohlav                    | 21. března 2019 |                      |
| 53           | 21        | Klec nám spadla                           | Vojtěch Moravec | Jaroslav Sauer                  | 26. března 2019 |                      |
| 54           | 22        | Na koho se můžeš spolehnout               | Vojtěch Moravec | Iva Klestilová                  | 28. března 2019 |                      |
| 55           | 23        | Hladový jako herec                        | Vojtěch Moravec | René Decastelo                  | 2. dubna 2019   |                      |
| 56           | 24        | Obranná reakce                            | Vojtěch Moravec | René Decastelo                  | 4. dubna 2019   |                      |
| 57           | 25        | Druhá šance                               | Libor Kodad     | Iva Klestilová                  | 9. dubna 2019   |                      |
| 58           | 26        | Tibetská harmonie duše                    | Libor Kodad     | Jan Drbohlav                    | 11. dubna 2019  |                      |
| 59           | 27        | Klíč ke štěstí                            | Libor Kodad     | René Decastelo                  | 16. dubna 2019  |                      |
| 60           | 28        | Čau lásko                                 | Libor Kodad     | Jaroslav Sauer                  | 18. dubna 2019  |                      |
| 61           | 29        | Pravda vítězí                             | Libor Kodad     | Jaroslav Sauer                  | 23. dubna 2019  |                      |
| 62           | 30        | Dopisy z minulosti                        | Libor Kodad     | Jan Drbohlav                    | 25. dubna 2019  |                      |
| 63           | 31        | Ženská síla                               | Libor Kodad     | Iva Klestilová                  | 30. dubna 2019  |                      |
| 64           | 32        | Mistr ping pong                           | Libor Kodad     | René Decastelo                  | 2. května 2019  |                      |
| 65           | 33        | Přítel na poslední chvíli                 | Libor Kodad     | René Decastelo                  | 7. května 2019  |                      |
| 66           | 34        | Pomsta za studena                         | Libor Kodad     | René Decastelo                  | 9. května 2019  |                      |
| 67           | 35        | Nesmrtelný Čumpelík                       | Libor Kodad     | Jaroslav Sauer                  | 11. května 2019 |                      |
| 68           | 36        | Velikonoční zázrak                        | Libor Kodad     | René Decastelo                  | 16. května 2019 |                      |
| 69           | 37        | Chlapská rýmička                          | Libor Kodad     | René Decastelo                  | 21. května 2019 |                      |
| 70           | 38        | Talent                                    | Libor Kodad     | Jan Drbohlav                    | 23. května 2019 |                      |
| 71           | 39        | Mazlíčci a jiné potvory                   | Libor Kodad     | Iva Klestilová                  | 28. května 2019 |                      |
| 72           | 40        | Nabídka, co se neodmítá                   | Libor Kodad     | Jaroslav Sauer                  | 30. května 2019 |                      |
| 73           | 41        | Sladkých osmnáct                          | Libor Kodad     | René Decastelo                  | 4. června 2019  |                      |
| 74           | 42        | Epidemie chřipky                          | Libor Kodad     | René Decastelo                  | 6. června 2019  |                      |
| 75           | 43        | Nelehký odpočinek                         | Marek Tomažič   | Jaroslav Sauer                  | 11. června 2019 |                      |
| 76           | 44        | Čumpokurník                               | Marek Tomažič   | Jan Drbohlav                    | 13. června 2019 |                      |
| 77           | 45        | Pravda a láska musí...                    | Marek Tomažič   | Iva Klestilová                  | 18. června 2019 |                      |
| 78           | 46        | Zamilovaná Cinda!                         | Marek Tomažič   | René Decastelo                  | 20. června 2019 |                      |
| 79           | 47        | Lidožrouti, nový majitel a nadržený kozel | Marek Tomažič   | René Decastelo                  | 25. června 2019 |                      |
| 80           | 48        | Svatební dary                             | Marek Tomažič   | René Decastelo                  | 27. června 2019 |                      |

### Třetí řada (2019)
| Č. v seriálu | Č. v řadě | Původní název                    | Režie              | Scénář         | Datum premiéry     | Sledovanost (v mil.) |
| ------------ | --------- | -------------------------------- | ------------------ | -------------- | ------------------ | -------------------- |
| 81           | 1         | Rodinná idyla                    | Jana Rezková       | Jaroslav Sauer | 27. srpna 2019     |                      |
| 82           | 2         | Můj brácha má super bráchu       | Jana Rezková       | René Decastelo | 29. srpna 2019     |                      |
| 83           | 3         | Kdo je kdo?                      | Jana Rezková       | Iva Klestilová | 3. září 2019       |                      |
| 84           | 4         | Pokažený dítě                    | Jana Rezková       | René Decastelo | 5. září 2019       |                      |
| 85           | 5         | Metoda zrcadlení                 | Jana Rezková       | Jan Drbohlav   | 10. září 2019      |                      |
| 86           | 6         | Jsem opravdu vadnej?             | Jana Rezková       | René Decastelo | 12. září 2019      |                      |
| 87           | 7         | Aféra s dolarem                  | Jana Rezková       | Jaroslav Sauer | 17. září 2019      |                      |
| 88           | 8         | Želva puk                        | Jana Rezková       | René Decastelo | 19. září 2019      |                      |
| 89           | 9         | Pod tlakem                       | Jaromír Polišenský |                | 24. září 2019      |                      |
| 90           | 10        | Bohyně důchodového výměru        | Jaromír Polišenský |                | 26. září 2019      |                      |
| 91           | 11        | Pomalé pohyby                    | Jaromír Polišenský |                | 1. října 2019      |                      |
| 92           | 12        | Mise na Mars                     | Jaromír Polišenský |                | 3. října 2019      |                      |
| 93           | 13        | Všivá invaze                     | Jaromír Polišenský |                | 8. října 2019      |                      |
| 94           | 14        | Boj o důvěru                     | Jaromír Polišenský |                | 10. října 2019     |                      |
| 95           | 15        | Podivný případ se psem           | Jaromír Polišenský |                | 15. října 2019     |                      |
| 96           | 16        | Ztracená hrdinka                 | Jaromír Polišenský |                | 17. října 2019     |                      |
| 97           | 17        | Šťastná rodina                   | Libor Kodad        |                | 22. října 2019     |                      |
| 98           | 18        | Rodina nebo peníze               | Libor Kodad        |                | 24. října 2019     |                      |
| 99           | 19        | Nejhezčí dárek                   | Libor Kodad        |                | 29. října 2019     |                      |
| 100          | 20        | Dar - nedar                      | Libor Kodad        |                | 31. října 2019     |                      |
| 101          | 21        | Příliš mnoho dětí                | Libor Kodad        |                | 5. listopadu 2019  |                      |
| 102          | 22        | Šílená fanynka                   | Libor Kodad        |                | 7. listopadu 2019  |                      |
| 103          | 23        | Seznamte se, prosím              | Libor Kodad        |                | 12. listopadu 2019 |                      |
| 104          | 24        | Kouzelná žába                    | Libor Kodad        |                | 14. listopadu 2019 |                      |
| 105          | 25        | Lidské bingo                     | Jaromír Polišenský |                | 19. listopadu 2019 |                      |
| 106          | 26        | Mandlová bábovka a nový nápadník | Libor Kodad        |                | 21. listopadu 2019 |                      |
| 107          | 27        | Láska je láska                   | Libor Kodad        |                | 26. listopadu 2019 |                      |
| 108          | 28        | Prasátko a prase                 | Libor Kodad        |                | 28. listopadu 2019 |                      |
| 109          | 29        | Sázka je sázka                   | Libor Kodad        |                | 3. prosince 2019   |                      |
| 110          | 30        | Jede traktor                     | Libor Kodad        |                | 5. prosince 2019   |                      |
| 111          | 31        | Musíme si pomáhat                | Libor Kodad        |                | 10. prosince 2019  |                      |
| 112          | 32        | Svatební zvony                   | Libor Kodad        |                | 12. prosince 2019  |                      |
| 113          | 33        | Past na zloděje                  | Libor Kodad        |                | 17. prosince 2019  |                      |
| 114          | 34        | Narozeniny 2                     | Libor Kodad        |                | 19. prosince 2019  |                      |